# اودا جاون
اودا جاون (بلغاری: Михаела Дановска؛ زادهٔ ۱۳ نوامبر ۱۹۷۹) نقاش اهل بلغارستان است.